# Hvilsted Kirke
Hvilsted Kirke, Hvilsted Sogn, Hads Herred i Aarhus Kommune.

## Bygningshistorie
Den lille kirke er bygget i romansk tid under den store kirkebyggeperiode engang efter 1150. Oprindelige er skibet og koret, der er opført i rå kampesten med hjørner i tilhugne granitkvadre. Den romanske norddør samt et par vinduer er bevarede i den oprindelige udformning. Engang i den sene middelalder tilføjedes et nordvendt våbenhus og et vestvendt tårn, begge opført i munkesten. Antagelig samtidig hermed blev der i skib og kor indbygget sengotiske hvælvinger. I 1777 skete en sammenstyrtning, hvorefter tårnet blev reduceret til skibets murhøjde.

## Kirkens indre
Af det oprindelige inventar finder man kun den romanske døbefont. Altertavlen er i renæssancestil. Et epitafium over ridefoged Jacob Jensen fra 1641 med en snitværksramme i rig senrenæssancestil er antagelig udført af den kendte billedskærer Peder Jensen Kolding. Der findes endvidere et mindre epitafium over Mikkel Pedersen Skriver. Begge mænd havde været ansat på den nærliggende herregård Kanne, i dag kaldet Rantzausgave.
På kirkegården ligger nogle dørindfatningssten, der menes at stamme fra den nedbrudte Rindelev Kirke i Fruering Sogn.

## Eksterne kilder og henvisninger
- Hvilsted Kirke hos KortTilKirken.dk
- Hvilsted Kirke hos danmarkskirker.natmus.dk (Danmarks Kirker, Nationalmuseet)

- Wikimedia Commons har flere filer relateret til Hvilsted Kirke